# Повесть о житии Александра Невского
«Повесть о житии и о храбрости благоверного и великого князя Александра», или «Повесть о житии Александра Невского», — литературное произведение XIII века, агиографического жанра. Главный герой произведения — Александр Невский.

## О повести
Известно 13 редакций «Жития» XIII—XVII вв. Самая ранняя первая редакция, составленная около 1260-х гг.,
сохранилась в 11 полных списках XV—XVII вв.
Из словаря-справочника «Литература и культура Древней Руси» на страницах 42-43:
Повесть дошла до нас в различных редакциях XIII—XVIII вв. История её текста необычайно сложна, многое остается пока спорным … На протяжении нескольких веков первая редакция («жития») неоднократно перерабатывалась. В настоящее время известно 13 редакций произведения. До конца не выяснены взаимоотношения между старшими редакциями… и редакцией Софийской первой летописи.

Автором повести, вероятно, был книжник из окружения владимирского митрополита Кирилла, пришедшего из Галицко-Волынской Руси в 1246 году, поэтому в повести отражены сложившиеся литературные традиции Юго-Запада и Северо-Востока Руси. Автор сообщает, что лично знал Александра Невского и был свидетелем его деяний 
Самовидець есмь възраста его
Принято считать, что написана повесть не позднее 80-х годов XIII века в монастыре Рождества Богородицы во Владимире, где был погребён князь Александр Невский.

По предположению академика Д. С. Лихачёва, в создании произведения принимал участие митрополит Кирилл:
Вне всякого сомнения, — Кирилл имел отношение к составлению жизнеописания Александра. Он мог быть и автором, но, вернее всего, он заказал житие кому-нибудь из проживавших на севере галицких книжников
По композиции, манере описания военных столкновений, отдельным стилистическим приёмам и некоторым фразеологизмам «Повесть о житии Александра Невского» близка к другому произведению «Летописцу Даниила Галицкого». То, что Кирилл имел отношение к составлению «Летописца Даниила Галицкого», аргументировал Л. В. Черепнин: Митрополит умер в 1281 году, и, следовательно, время возникновения «Повести о житии Александра Невского» нужно относить к периоду между 1263—1281 годами.
Митрополита Кирилла видит автором первой редакции «Летописца Даниила Галицкого» и «Повести о житии Александра Невского» современный исследователь А. Н. Ужанков.

После сообщения о дне смерти Александра приводятся слова митрополита Кирилла и суздальцев, когда до них дошла горестная весть
Митрополит же Кирил глаголаше:
Чада моя, разумейте, яко уже зайде солнце земли Суздальской!
Уже бо не обрящется таковый князь ни един в земли Суздальстей!
 Иереи и диакони, черноризци, нищий и богатии, и вси людие глаголааху: 
Уже погыбаемь!

Завершается повесть рассказом о «дивном» и «достойном памяти» чуде, свершившемся во время погребения князя. Когда умершему Александру хотели вложить в руку «прощальную грамоту», то 
сам, акы жив сущи, распростер руку свою и взят грамоту от рукы митрополита
Вплоть до XVI века «Повесть о житии Александра Невского» являлась своего рода эталоном для изображения русских князей при описании их воинских подвигов.